# Hartebeest

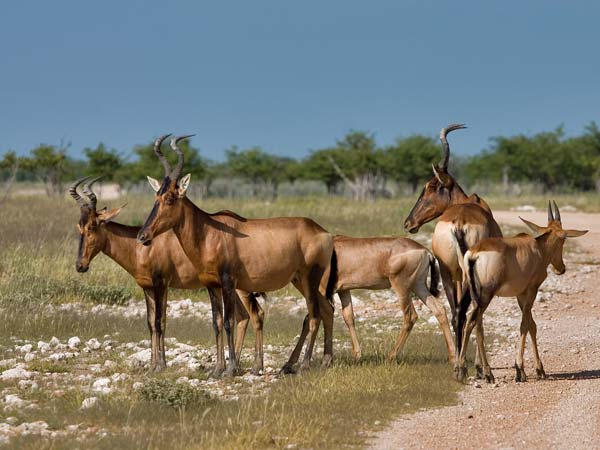
Hartebeest i Namibia

Hartebeest eller koantilop (Alcelaphus buselaphus) hör till de större, kraftigt byggda antiloperna. Namnet kommer från språket Afrikaans och betyder "hjortdjur (hert/hart) djur (beest) ".

## Kännetecken
Hartebeeste utmärker sig genom att kroppen sluttar från den oformligt höga bogen ned emot länden och att huvudet är starkt förlängt, samt med de i form av en lyra vridna hornen. Hornen finns hos båda könen. Denna antilop är ungefär 2 meter lång (utan svans) och 130 centimeter hög. Vikten kan nå 200 kilogram. Kroppsfärgen är ljust rödbrun och pannan mörkbrun. Två svarta band går på fram- och bakbenen. Horn förekommer hos bägge kön. Hornen har en gemensam bas och påminner i utseende om en lyra. Den 30 till 70 cm långa svansen har en tofs vid slutet. Typisk är dessutom den vitaktiga övre delen av låren. Körteln vid ögat är påfallande stor.

## Utbredning och habitat
Hartebeesten förekom tidigare på savanner över hela Afrika och fram till Mellanöstern men idag finns bara några områden med populationer kvar. Arten når i bergstrakter och på högplatå cirka 4000 meter över havet. Den levde aldrig i Saharas centrala delar och inte heller i Kongobäckenets täta skogar. I Europas djurparker lyckades några djur att fortplantat sig. Arten saknas bara i de allra sydöstligaste delar av Afrika där den ersättas av den närbesläktade arten Lichtensteins hartebeest (Alcelaphus lichtensteinii).
Hartebeesten besöker skogens kanter och ibland särskild öppna skogar. Den är inte beroende av fasta vattenansamlingar men den dricker gärna från tillfälliga pölar.

## Levnadssätt
Koantilopen är aktiv på dagen och lever i flockar. Trots att främre och bakre extremiteter har olika längd kan den under flykten springa med upp till 80 km/t. Som hos flera andra antiloper är flockarna uppdelad efter kön. Honor och deras ungdjur lever i flockar med i genomsnitt 300 individer. Ibland är flockarna mycket större, särskilt i Serengeti nationalparken där det finns 18 000 hartebeest. Andra grupper med omkring 100 individer bildas av unga hannar. När hannarna är fyra år gamla lever de ensamma och etablerar ett revir där de tar kontroll över alla honor. Åtta år gamla hannar mister sitt territorium på grund av svaghet och undviker efteråt kontakt med andra koantiloper. Livslängden uppgår ibland till 20 år men de flesta dör innan de blir tio år gamla.
Födan utgörs huvudsakligen av gräs men de äter även örter och blad från buskar. Om möjligt dricker de regelbundet men de kan klara sig längre tider utan vatten.
Ungarna föds i Etiopien mellan december och februari, i Kenya under alla årstider och i södra Afrika i oktober och november. Efter 214 till 242 dagar dräktighet föder honan oftast en unge. Den nyfödda ungen väger 6 till 12kg och den diar sin mor i ungefär sju månader. Honor föder sin första unge efter cirka tre år.

## Underarter

### Alcelaphus buselaphus caama
Denna underart lever i södra Afrika och är geografisk skild från de andra underarterna. Den har en kännetecknande rödbrun pälsfärg. Dessutom finns svarta teckningar i ansiktet och vid benen. Underarten var nästan utrotad men efter inrättningen av olika nationalparker har den återhämtad sig. Wilson & Reeder (2005) listar den sydafrikanska koantilopen som självständig art, Alcelaphus caama.

### Nordliga underarter
Flera av dessa underarter listades tidigare som självständiga arter:
- A. b. buselaphus, underarten levde norr om Sahara i Marocko och Egypten. Den dog ut under 1920-talet på grund av intensiv jakt.
- A. b. major, i västafrikanska savanner.
- A. b. tora, förekommer i Etiopien och Eritrea och listas av IUCN som starkt hotad.
- A. b. swaynei, lever i Somalia och i angränsande regioner av Etiopien, listas likaså som starkt hotad.
- A. b. lelwel, i Tchad, Kongo-Kinshasa och Uganda.
- A. b. cokii, förekommer i Kenya och Tanzania. Underarten har den största populationen.